# Telebasis byersi
Telebasis byersi là một loài chuồn chuồn kim trong họ Coenagrionidae. Chúng được Westfall miêu tả khoa học năm 1957.